# Stéphane Theurillat
Stéphane Theurillat, né le 20 mars 1980 à Zoug (originaire de Saint-Brais), est une personnalité politique suisse, membre du Centre jurassien. 
Il est élu ministre jurassien le 24 novembre 2024 lors de l'élection complémentaire visant à désigner le successeur de Jacques Gerber.

## Biographie

### Origines et famille
Stéphane Theurillat naît le 20 mars 1980 à Zoug. Il est originaire de Saint-Brais, dans le canton du Jura. 
Son père, Jean Theurillat, est directeur de la division technique du Centre jurassien d'enseignement et de formation (CEJEF), et sa mère,  Suzanne Theurillat-Thiévent, est horlogère. 
Il est marié à une gestionnaire en tourisme, née Maude Freléchoux.

### Enfance et études
Quand il a 3 ans sa famille revient vivre dans le Jura et s'installe à Porrentruy.
Entre 1995 et 1999, il y fréquente l'École professionnelle et obtient une maturité professionnelle technique ainsi qu'un CFC de micromécanicien en 1999. De 1999 à 2003, il accomplit sa formation d'ingénieur HES en microtechniques à l'École d'ingénieurs de Saint-Imier.

### Parcours professionnel
Il commence son parcours professionnel comme programmeur puis devient chef de projets.
Depuis 2016, il occupe un poste de manager de proximité chez Rolex à Bienne.

## Parcours politique
Il adhère[Quand ?] au Parti démocrate-chrétien et siège au Conseil de ville (législatif) de Porrentruy depuis 2012 et y est membre des commissions de l'économie publique et des sports. Il est élu député au Parlement jurassien en 2015 et siège dans la commission de l'environnement et de l'équipement dès 2016.
Le 24 novembre 2024, lors d'une élection partielle, il est élu dès le premier tour au gouvernement jurassien pour succéder à Jacques Gerber, nommé délégué pour l'Ukraine par le Conseil fédéral. Il entre en fonction le 1 janvier 2025 et occupe le Département de l’économie et de la santé. 